# Vissentijdperk

Het astrologisch symbool voor Vissen

Het Vissentijdperk is volgens de astrologie het tijdperk dat voorafging aan het Watermantijdperk. Het is een van de twaalf grote tijdperken die telkens beginnen wanneer de zon in het lentepunt een ander sterrenbeeld van de dierenriem binnengaat.
Omstreeks het begin van de christelijke jaartelling stond het lentepunt aan het einde van Vissen en het begin van Ram, en de volgende millennia bevond het zich in Vissen. Westelijke astrologen associëren het begin van het Vissentijdperk met de komst van Christus.

## Kenmerken
Volgens Michael Baigent, Nicholas Campion en Charles Harvey is het Vissentijdperk op collectief niveau gekenmerkt door spiritualiteit, verwarring, afbraak van vorige systemen en instabiliteit. Het Amsterdams Sociologisch Tijdschrift beschrijft dat in het Vissentijdperk beginselen zouden heersen van dualisme (onderscheid tussen God en mens, mens en natuur, en geest en materie) en reductionisme (materialistisch reductionisme en fragmentering van het bestaan).

## Aquariustijdperk
Op dit moment bevindt het lentepunt zich op de grens tussen Vissen en Waterman. De eerstvolgende twee millennia zal het lentepunt zich in Waterman bevinden, al is er geen of weinig consensus wanneer dat precies zou beginnen. De bekende mundaanastroloog Nicholas Campion suggereert dat geschatte data voor het betreden van het nieuwe tijdperk variëren van 1447 tot 3597 na Christus. Veel astrologen schatten dat ergens tussen 2000 en 2300 het Vissentijdperk overgaat naar het Watermantijdperk, ook wel Aquariustijdperk genoemd. Dit tijdperk zou naar verluidt gepaard kunnen gaan met grote veranderingen op wereldschaal.